# 弗洛
弗洛（法語：Flaux，法語發音：[flo]）是法国加尔省的一个市镇，属于尼姆区。

## 地理
弗洛（44°1'14"N, 4°30'13"E）面积10.68 平方千米，位于法国奧克西塔尼大區加尔省，该省份为法国南部沿海省份，南端濒地中海，北起顺时针与阿尔代什省、沃克吕兹省、罗讷河口省、埃罗省、阿韦龙省和洛泽尔省接壤。
与弗洛接壤的市镇（或旧市镇、城区）包括：拉卡佩勒和马斯莫莱讷、卡斯蒂永迪加尔、圣伊波利特-德蒙泰居、圣西夫雷、韦尔斯蓬迪加尔。

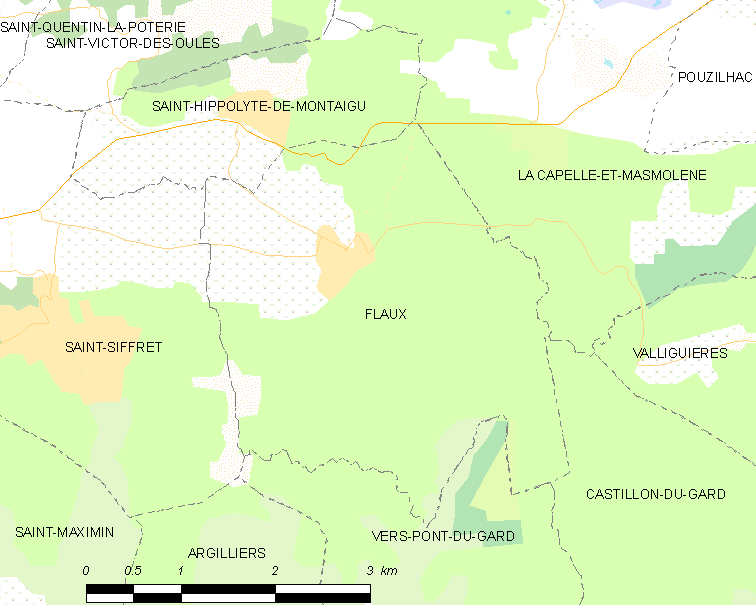
弗洛的OSM定位图

弗洛的时区为UTC+01:00、UTC+02:00（夏令时）。

## 行政
弗洛的邮政编码为30700，INSEE市镇编码为30110。

## 政治
弗洛所属的省级选区为于泽斯县。

## 人口

1962-2008年间弗洛人口变化图示

弗洛于2022年1月1日时的人口数量为338人。